# Акжар (Алакольский район)
Акжар (каз. Ақжар, до 199? г. — Николаевка) — село в Алакольском районе Жетысуской области Казахстана. Административный центр Акжарского сельского округа. Код КАТО — 193433100.

## Население
В 1999 году население села составляло 1521 человек (754 мужчины и 767 женщин). По данным переписи 2009 года, в селе проживало 1429 человек (687 мужчин и 742 женщины).